# Grå apalis
Grå apalis (Apalis cinerea) är en fågel i familjen cistikolor inom ordningen tättingar.

## Utseende och läte
Grå apalis är en enfärgad apalis med grå ovansida och ljus undersida. Undersidans färg varierar geografiskt, från vitt till smutsgrått eller beige. Vanligaste lätet är ett grovt upprepat "chree" som kan åtföljas av ett skallrande ljud. Arten är mycket lik kungweapalis, men skiljs åt genom mörkare huvud som uppvisar bruna toner. Den liknar även beigestrupig apalis, men har ljusare ovansida.

## Utbredning och systematik
Grå apalis delas in i tre eller fyra underarter med följande utbredning:
- Apalis cinerea funebris – förekommer i Nigeria och Kamerun
- Apalis cinerea sclateri – förekommer i berg i Kamerun
- Apalis cinerea grandis – förekommer i västra Angola
- Apalis cinerea cinerea – förekommer i östra Demokratiska republiken Kongo, södra Sydsudan, Uganda, Rwanda, Burundi, Kenya och norra Tanzania

Underarten funebris inkluderas ofta i nominatformen.

### Familjetillhörighet
Cistikolorna behandlades tidigare som en del av den stora familjen sångare (Sylviidae). Genetiska studier har dock visat att sångarna inte är varandras närmaste släktingar. Istället är de en del av en klad som även omfattar timalior, lärkor, bulbyler, stjärtmesar och svalor. Idag delas därför Sylviidae upp i ett antal familjer, däribland Cisticolidae.

## Levnadssätt
Grå apalis hittas i bergsskogar på medelhög till hög höjd. Där ses den ofta i trädtaket, vanligen i par eller små grupper, ibland som en del av artblandade flockar.

## Status och hot
Arten har ett stort utbredningsområde, men tros minska i antal, dock inte tillräckligt kraftigt för att den ska betraktas som hotad. Internationella naturvårdsunionen IUCN listar arten som livskraftig (LC).